# 글벗중학교
글벗중학교(글벗中學校)는 대한민국 세종특별자치시 소담동에 있는 공립 중학교이다

## 학교 연혁
- 2015년 1월 27일 : 학교설립 인가(4학급)
- 2017년 3월 1일 : 개교
- 2017년 3월 1일 : 제1대 최성식 교장 부임
- 2017년 3월 2일 : 제1회 입학식(68명)
- 2022년 1월 5일 : 제5회 졸업식(74명, 누계 299명)
- 2023년 3월 1일 : 제4대 조은경 교장 부임
- 2023년 3월 1일 : 글벗중학교 16(1)학급 편성

## 참고 자료
- 글벗중학교 - 한국교육학술정보원 학교알리미